# Praia de Vale dos Homens
Praia Vale dos Homens,vista parcial

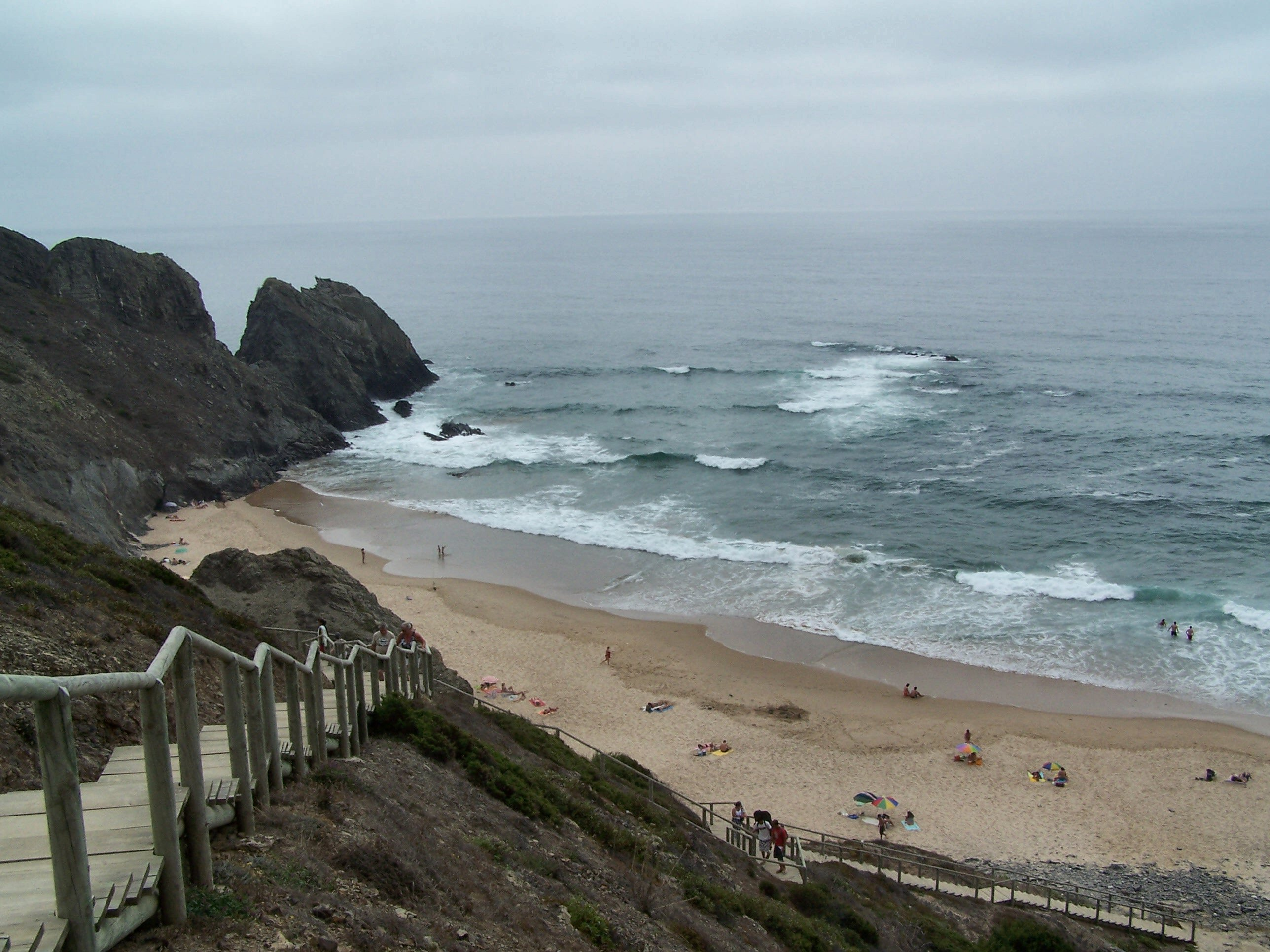
Praia Vale dos Homens,acesso à praia é feito por uma boa escada de madeira com 285 degraus

Vale dos Homens é uma praia portuguesa, situada na freguesia de Rogil, no concelho algarvio de Aljezur. Faz parte do Parque Natural do Sudoeste Alentejano e Costa Vicentina.
O acesso a esta praia faz-se,pela estrada nacional nº 120, junto a Rogil. Seguindo as indicações de praia percorremos cerca de 3Km desde o cruzamento da EN nº120. A orientação é noroeste.
Em pleno planalto vicentino, percorre-se com uma área extensa de campos agrícolas e pinhais, que vai desembocar numa praia que prima pela completa tranquilidade. Ao descer a enorme escadaria de 285 degraus o cheiro da esteva acompanha os banhistas. A disposição das altivas arribas no mar propicia banhos tranquilos, mas na maré de baixa-mar.
Praia também procurada pelos desportos radicais que proporciona, surf e bodyboard.Com bandeira amarela já é considerada muito perigosa para banhos.
Historicamente diz-se que o nome desta praia está ligado a um desembarque de 7 caravelas com escravos que os portugueses traziam comandados por D. Felipe I, na altura. No entanto as histórias não estão confirmadas até ao dia de hoje.
Reza a lenda que ainda hoje os gritos destes escravos ecoam pelas redondezas da região. Sendo reconhecido o célebre grito de guerra "uh-uh-uh-uh".